# Grotte de Magoura
La grotte de Magoura (en bulgare : Магурата ou Магура), précédemment (de 1942 au 24 octobre 1972) nommée grotte de Rabishka, est une grotte ornée de Bulgarie, dont les peintures pariétales sont datées du Mésolithique et du Néolithique.
Elle est située dans le nord-ouest du pays, à proximité du village de Rabicha et à 18 km de la ville de Bélogradtchik, dans la province (oblast) de Vidin.
La grotte, longue de 2,5 kilomètres et profonde de 56 mètres environ, comporte une succession de salles volumineuses très riches en concrétions diverses ; elle est aménagée pour les visites.
Le site a été inscrit sur la liste indicative du patrimoine mondial de l'Unesco en 1984.

## Description
La grotte présente un développement total de 2,5 km environ et un dénivelé global de 56 mètres.
La température annuelle moyenne de la grotte est de 12 °C (285 K ; 54 °F), à l'exception d'une salle où la température est toujours de 15 °C (288 K ; 59 °F). L'humidité de l'air atteint 80 %. La grotte de Magoura s'est formée dans la colline calcaire de Rabisha (461 m au-dessus du niveau de la mer).
La morphologie de la grotte se compose d'une galerie principale avec six salles de différentes tailles et trois galeries latérales. La galerie principale parcours six salles, de tailles diverses : la plus grande mesure 128 mètres de long, 58 mètres de large et 21 mètres de haut ; elle contient d'impressionnantes voûtes naturelles, des spéléothèmes (stalactites, stalagmites,.. , nommées « Le Peuplier » , « L'Orgue à tuyaux » , « La Cité Orientale » et « Le Cactus ». Ce site très spacieux permet d'organiser des concerts de musique à Noël et à Pâques notamment.

## Paléontologie
Des ossements provenant de différentes espèces préhistoriques comme l'ours des cavernes ou la hyène des cavernes ont été découverts dans la grotte.

## Archéologie
Sur les parois, des peintures pariétales datant du Mésolithique (de 8000 à 6000 av. J.-C.), du Néolithique et de l'Âge du bronze ancien sont visibles. Les dessins représentent des cérémonies religieuses, des divinités et des scènes de chasse. Ils sont uniques dans la péninsule des Balkans.

## Économie
Dans l'une des galeries de la grotte est produit un vin pétillant ressemblant au Champagne.

## Environs
Le plus grand lac intérieur du pays, le lac Rabicha, est situé dans les environs de la grotte.

## Galerie